# Гонконгская митрополия
Митрополия Гонконга и Юго-Восточной Азии (кит. 正教會普世宗主教聖統香港及東南亞都主教教區, греч. Μητρόπολη Χονγκ Κονγκ και Νοτιοανατολικής Ασίας, англ. Orthodox Metropolitanate of Hong Kong and Southeast Asia) — епархия Константинопольской православной церкви на территории Гонконга и Макао, остальной КНР, Тайваня, Филиппин, Вьетнама, Камбоджи, Лаоса, Таиланда, Мьянмы, Монголии.

## История
В 1986 году Лука и Феодора Чоу, ободренные митрополитом Корейским Сотирием (Трамбасом) превратили комнату своего дома в домовый храм, где была совершена первая в Гонконге со времён закрытия Петропавловского прихода Московского Патриархата в 1972 году Божественная литургия. В следующем году православная община во имя святого Луки была признана властями Гонконга в качестве официальной религиозной институции.
В 1990 году на Филиппинах к Константинопольскому Патриархату присоединился местный католический священник Викентий Эскарча, что положило начало филиппинской миссии Константинопольского Патриархата.
Новая община первоначально подчинялась Новозеландской митрополии, объединявшей приходы Константинопольского патриархата в Юго-Восточной Азии, однако в ноябре 1996 года решением Священного Синода Константинопольской православной церкви на основе прошения группы мирян, объединённых в приход в честь апостола Луки была учреждена Гонконгская митрополия путём выделения из Новозеландской. В которую митрополию вошли территории КНР, Тайваня, Макао, Филиппин, Вьетнама, Камбоджи, Лаоса, Таиланда, Мьянмы, Монголии, Сингапура, Индонезии, Малайзии, Брунея, Тимора, Мальдивских островов, Бангладеш, Непала, Индии, Пакистана, Шри-Ланки и Афганистана.
2 декабря 1996 года архимандрит Никита (Лулиас) был избран первым митрополитом Гонконгским и Юго-Восточной Азии. 12 января 1997 года состоялся чин его интронизации в которой принял участие Патриарх Варфоломей и митрополит Панамский Афинагор (Анастасиадис). В августе 2007 года митрополит Никита был переведён на кафедру митрополита Дарданелл.
9 января 2008 года из митрополии Гонконга были выделены Сингапур, Индонезия, Малайзия, Бруней, Восточный Тимор, Мальдивские острова, Бангладеш, Непал, Индия, Пакистан, Шри-Ланка и Афганистан, отошедшие к новообразованной Сингапурской митрополии, а в юрисдикции первой остались: Гонконг, КНР, Тайвань, Филиппины, Таиланд, Лаос, Вьетнам, Камбоджа. Тем же решением на Гонконгскую кафедру был избран архимандрит Нектарий (Цилис). Его епископская хиротония состоялась 20 января 2008 года в кафедральном Георгиевском соборе на Фанаре. 1 марта 2008 года состоялась церемония его интронизации в церкви св. ап. Луки в Гонконге.
Русская православная церковь не признала епархиальной структуры Константинопольского Патриархата на территории Китайской Автономной Православной Церкви, приняв 15 апреля 2008 года заявление по данному вопросу: «Священный Синод с глубоким сожалением отмечает, что решение Священного Синода Константинопольского Патриархата от 9 января 2008 года о реорганизации Гонконгской митрополии Константинопольской Православной Церкви с включением в ее состав территории Китайской Народной Республики является посягательством на права Китайской Автономной Православной Церкви. Данное решение принято в одностороннем порядке, без ведома православных верующих, проживающих в Китае. <…> Да будут соблюдаемы обычаи каждыя Церкви (VI Вселенского Собора правило 39). Вопреки этому правилу, а также правилам Святых Апостол 35-му, I Вселенского Собора 6-му, II Вселенского Собора 2-му и иным священным канонам Церкви, вопреки приведенным выше свидетельствам истории Священный Синод Константинопольской Церкви решил созидать на чужом основании (Рим. 15:20), объявив континентальный Китай территорией своей Гонконгской митрополии».

## Современное состояние
Гонконгская митрополия не имеет официального признания китайским государством, хотя поддерживает хорошие связи с китайскими властями. Гонконгская митрополия с готовностью отзывается на просьбы дипломатических представителей Греции и других стран.
На 2018 год в митрополия насчитывала 9 клириков, включая митрополита Нектария; при этом один священник служил Гонконге, один — в Тайване, пятеро — на Филиппинах, один находился на покое. Ввиду крайней дороговизны земли в Гонконге, кафедрального собора в митрополии нет, в качестве кафедрального собора во имя апостола Луки используется переоборудованный под храм офис, который снимается в небоскрёбе Universal Trade Center. Кроме кафедрального «собора» в Гонконге, митрополия располагает Троицким «собором» (также в съёмном офисном помещении) в Тайбее на Тайване и несколькими миссионерскими приходами на Филиппинах. В Континентальном Китае, как и в большинстве стран, на окормление которых претендует Гонконгская митрополия, у неё не имеется приходов.

## Управляющие
1. Никита (Лулиас) (14 декабря 1996 — 29 августа 2007)
2. Нектарий (Цилис) (с 20 января 2008 года)